# Спірідон Капнісіс
Спірідон Капнісіс (грец. Σπυρίδων Καπνίσης; нар. 11 травня 1981) – грецький шахіст і шаховий тренер (тренер ФІДЕ від 2014 року), гросмейстер від 2011 року.

## Шахова кар'єра
1993 року став чемпіоном Греції серед юніорів у категорії до 12 років, а в 1996 році на чемпіонаті до 16 років поділив 1-ше місце разом зі Стеліосом Халкіасом. Між 1993 і 2001 роками неодноразово представляв національну збірну на чемпіонатах світу та Європи серед юніорів у різних вікових категоріях. 2003 року став у Бейруті чемпіоном середземноморських країн. 2008 року виконав першу гросмейстерську норму, здобувши в Родосі бронзову медаль чемпіонату Греції. Другу норму виконав у 2009 році під час командного чемпіонату Греції, а третю – 2010 року у Врахаті, де став чемпіоном Греції. 2010 року поділив 1-ше місце (разом з Іоанісом Ніколаїдісом і Атанасіосом Мастровасіліосом) на турнірі за швейцарською системою, який відбувся на острові Лерос.
Найвищий рейтинг Ело в кар'єрі мав станом на 1 липня 2011 року, досягнувши 2529 очок займав тоді 8-ме місце серед грецьких шахістів.